# Fraternidade das Igrejas Congregacionais da Austrália
A Fraternidade das Igrejas Congregacionais da Austrália (Fellowship of Congregational Churches) é uma denominação congregacional conservadora australiana. Foi formada por quarenta congregações que originalmente faziam parte da União Congregacional da Austrália, mas que não adereriam à fusão da União Congregacional com os metodistas e os presbiterianos para formarem a Igreja Unida na Austrália, em 1977.
A Fraternidade das igrejas Congregacionais foi reconhecida como a sucessora legal da União Congregacional pelo Parlamento de Nova Gales do Sul.
Em 1995, algumas congregações, por assumirem uma postura mais ecumênica, em confronto com a postura conservadora da Fraternidade, deixaram-na para formarem a Federação Congregacional da Austrália. 
Atualmente, a Fraternidade conta com 31 congregações e é filiada à Fraternidade Mundial Evangélica Congregacional.

## Ligações Externas
- Site oficial da Fraternidade das Igrejas Congregacionais
- Fraternidade Mundial Evangélica Congregacional
- Igreja Congregacional Padstow - Sydney, Austrália